# Geranium palmatum
Geranium palmatum är en näveväxtart som beskrevs av Antonio José Cavanilles. Geranium palmatum ingår i släktet nävor, och familjen näveväxter. Inga underarter finns listade i Catalogue of Life.